# Museo José Guadalupe Posada
El Museo José Guadalupe Posada es un espacio para la investigación, promoción y difusión de la gráfica. Junto con el acervo del célebre grabador, ilustrador  y caricaturista José Guadalupe Posada,  nacido en Aguascalientes, y reconocido por sus ilustraciones de calaveras satíricas de contenido político y escenas cotidianas. Su aguda percepción y destreza lo convirtieron con el tiempo en el grabador más influyente y prolífico de México. 

## Sobre el edificio
El edificio se localiza dentro del Barrio de Triana, a un costado del templo de El Encino, en el centro de la ciudad de Aguascalientes. El edificio data de principios del siglo XIX. Funcionó como convento hasta la expedición de las leyes de desamortización de bienes eclesiásticos, durante el gobierno de Ignacio Comonfort y de Benito Juárez. Dentro de este periodo fue utilizado como oficinas de la Junta Local de Caminos; sin embargo, el espacio resultó estrecho e inadecuado para las nuevas funciones por lo que cerraron la finca y permaneció abandonada hasta el siglo XX.
En 1972 el gobierno del Estado adquirió la finca para establecer el Museo José Guadalupe Posada que se inauguró el 16 de septiembre de ese año, a instancias del maestro Víctor Sandoval, director de la Casa de la Cultura, apoyado por Luis Oritz Macedo, director del INBA, y Francisco Guel Jiménez.

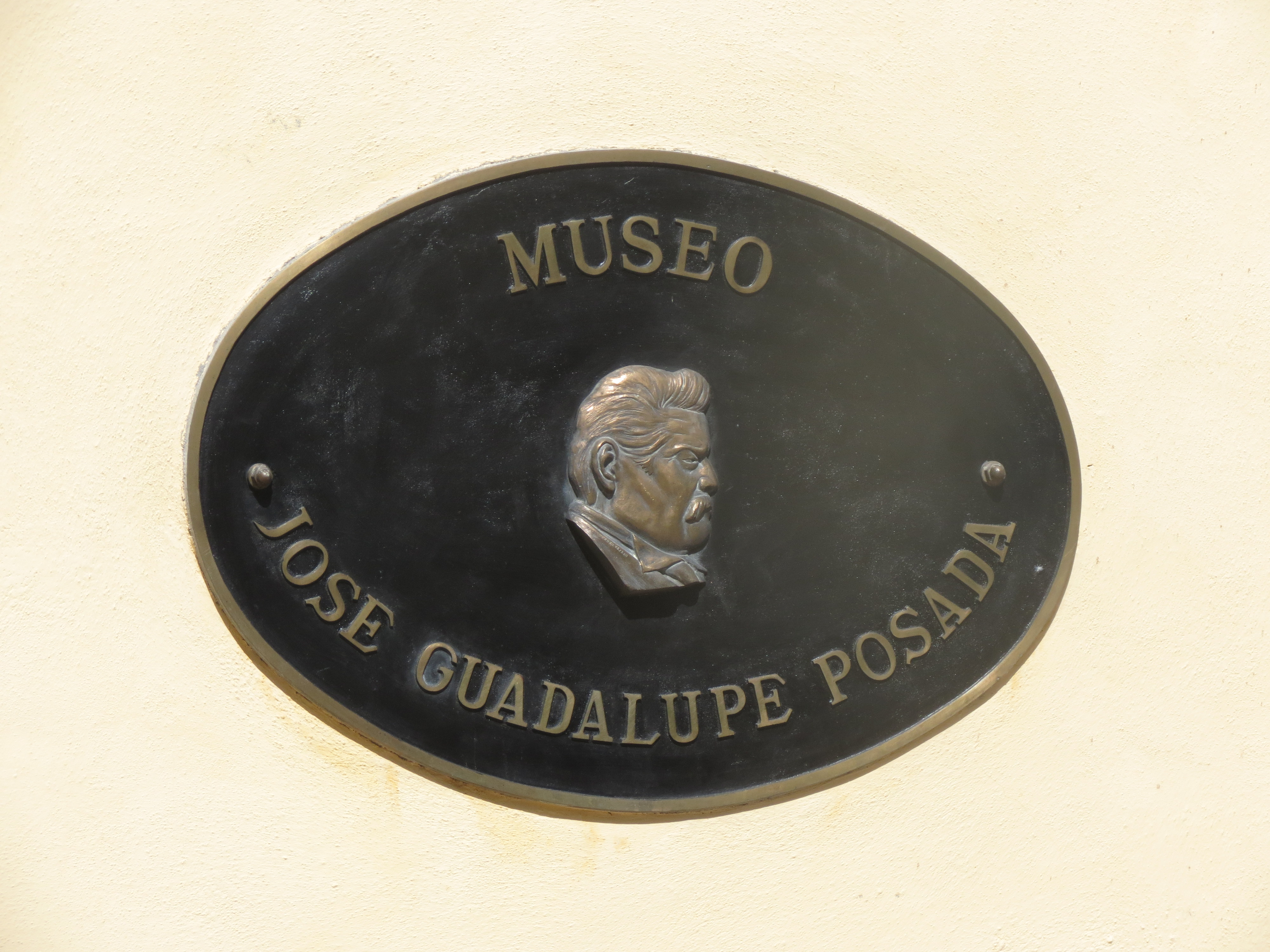
Placa del Museo José Guadalupe Posada en Aguascalientes, Ags.

De 1972 a 2008 el edificio fue objeto de varias modificaciones particularmente  de carácter museográfico y es hasta el año de 2010 en que sufre una transformación radical ya que es ampliado en un 50 %.
El museo se reinauguró el 27 de septiembre de 2010, tras su remodelación y restauración en la que se amplió la instancia para la construcción de una nueva sala. Cuenta actualmente con dos salas de exhibición, la permanente que esta dedicada a José Guadalupe Posada y otra para exposiciones temporales.

## La Bienal Internacional  de Grabado y Estampa Guadalupe Posada
El Museo es sede de La Bienal Internacional de Grabado y Estampa Guadalupe Posada que se llevó a cabo por primera vez en el año 2013, surgiendo con el fin de celebrar el centenario luctuoso de José Guadalupe Posada.  
El concurso surgió originalmente en 1993 y se realizaron dieciocho ediciones, nombrándose anteriormente “Concurso Nacional de Grabado José Guadalupe Posada”.
Para la primera "Bienal Internacional  de Grabado y Estampa Guadalupe Posada" se recibieron un total de 785 obras de 429 artistas, distribuidas de la siguiente manera: 161 estampas de 14 países y 634 de 22 estados de la república. Los tres premios fueron para:
Marco Antonio García Rosales con la obra Cene, de la Ciudad de México.
Emilio Said Charruff con la obra Arquitectura doméstica, de la Ciudad de México.
Nunic Rangel Sauret con la obra La tras-ca, de la Ciudad de México. 
En la segunda edición de la Bienal los ganadores fueron:
Giraldo Zumaqué por Cocodrilos de Bogotá, de Colombia.
Luis Roberto García Ortega por Las horas grises XI, de la Ciudad de México. 
José Enrique Porras Gómez por Tierra Caliente, de la Ciudad de México.

## Acervo

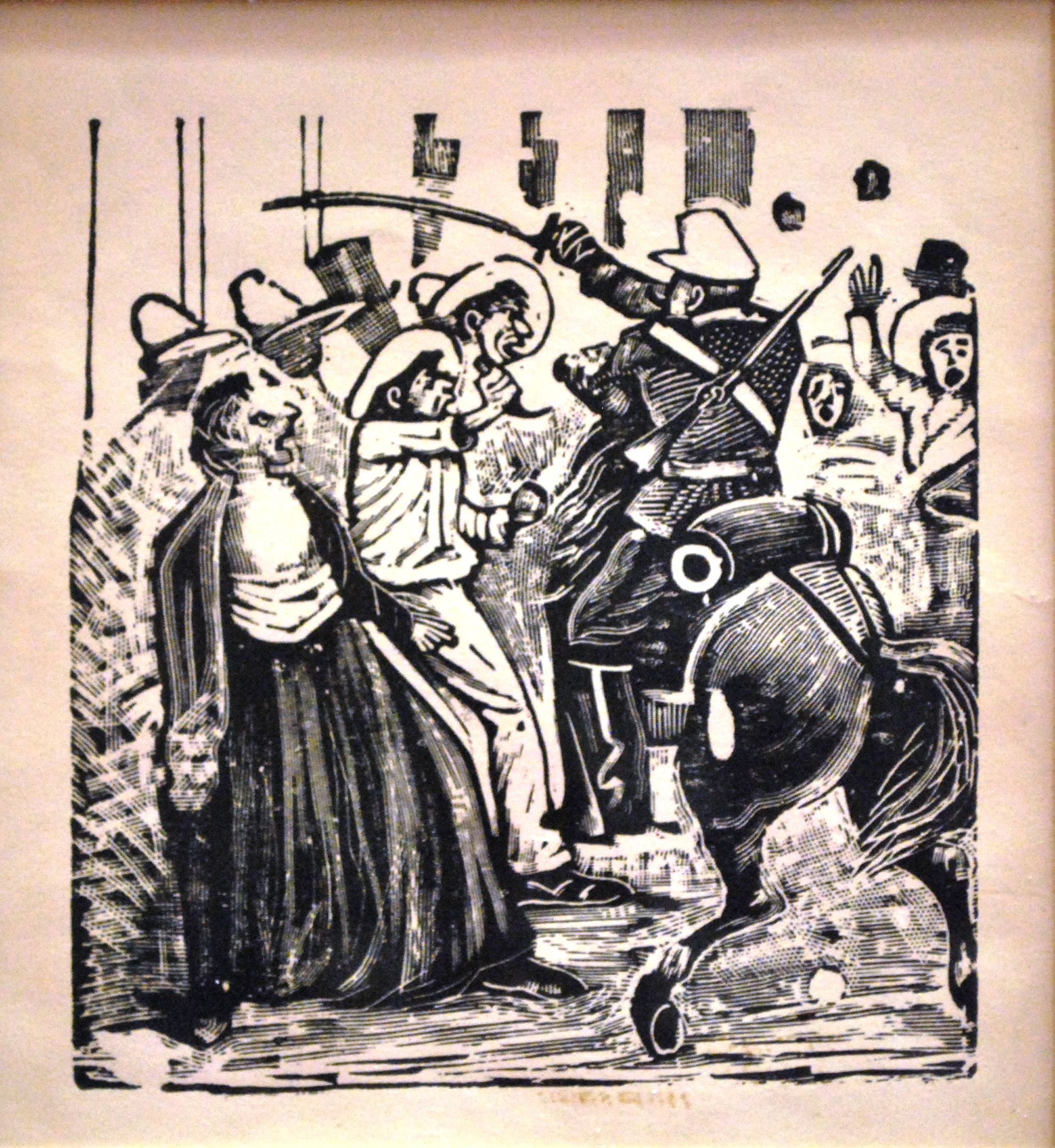

El museo José Guadalupe Posada cuenta actualmente con un acervo que supera a las 5000 obras, de las que 2615 pertenecen al acervo del INBA, se compone principalmente por piezas de Posada, así como de Manuel Manilla y otros autores de renombre nacional y extranjero como José Fors, Tamayo, Mimo Paladino entere otros. 